# Gustaf Skarsgård
Gustaf Caspar Orm Skarsgård (IPA: [ˈskɑːʂɡoːɖ]; Stoccolma, 12 novembre 1980) è un attore svedese.

## Biografia
Figlio dell'attore Stellan Skarsgård e della dottoressa My Guenther. Ha quattro fratelli, Alexander (1976), Sam (1982), Bill (1990), Valter (1995) ed una sorella di nome Eija (1992). Inoltre ha due fratellastri: Ossian (2009) e Kolbjörn (2012), figli del padre e della sua nuova moglie. Il suo padrino è l'attore Peter Stormare.

### Carriera
Inizia a recitare a soli nove anni nel cortometraggio Prima ballerina, nel 2002 ottiene il ruolo da protagonista nel thriller sovrannaturale Den osynlige, l'anno successivo è tra gli interpreti del film di Mikael Håfström Evil - Il ribelle. Negli anni seguenti prende parte a numerose produzioni per il cinema svedese. Nel 2007 ricopre il ruolo di Canuto I di Svezia nel film Arn - L'ultimo cavaliere e nel successivo sequel, basati su una trilogia letteraria di Jan Guillou.
Nel 2008 recita nel film a tematica gay Patrik 1,5. Nel 2010 affianca il fratello Alexander nel film Puss e recita per Peter Weir nel film The Way Back. La notorietà a livello mondiale giunge a partire dal 2013, grazie al ruolo dell'enigmatico e visionario Floki, compagno di avventure e di battaglie di Ragnarr Loðbrók nella serie TV Vikings, targata History.

### Vita privata
Skarsgård è stato sposato dal 1999 al 2005 con l'attrice svedese Hanna Alström. Il 15 novembre 2020 ha avuto una figlia, annunciandolo solo un anno dopo sul suo profilo instagram in occasione della sua "Prima festa del papà".

## Filmografia

### Attore

#### Cinema
- Prima ballerina, regia di Angelica Lundqvist (1989)
- Täcknamn Coq Rouge, regia di Per Berglund (1989)
- Sommaren, regia di Kristian Petri (1995)
- Euroboy, regia di Tobias Falk (1996)
- Kontrakt (2002)
- Den osynlige, regia di Joel Bergvall e Simon Sandquist (2002)
- Gåvan, regia di Matthew Allen (2002)
- Evil - Il ribelle (Ondskan), regia di Mikael Håfström (2003)
- Detaljer, regia di Kristian Petri (2003)
- Ikke naken, regia di Torun Lian (2004)
- Babylonsjukan, regia di Daniel Espinosa (2004)
- Förortsungar, regia di Catti Edfeldt e Ylva Gustavsson (2006)
- Arn - L'ultimo cavaliere (Arn - Tempelriddaren), regia di Peter Flinth (2007)
- Iskariot, regia di Miko Lazic (2008)
- Arn - Riket vid vägens slut, regia di Peter Flinth (2008)
- Patrik 1,5, regia di Ella Lemhagen (2008)
- May Fly, regia di Petter Ringbom (2009)
- Puss, regia di Johan Kling (2010)
- The Way Back, regia di Peter Weir (2010)
- Happy End, regia di Björn Runge (2011)
- Kon-Tiki, regia di Joachim Rønning e Espen Sandberg (2012)
- Air - La storia del grande salto (Air), regia di Ben Affleck (2023)
- Oppenheimer, regia di Christopher Nolan (2023)
- Black Bag - Doppio gioco (Black Bag), regia di Steven Soderbergh (2025)

#### Televisione
- Min vän Percys magiska gymnastikskor – serie TV (1994)
- Skuggornas hus, regia di Mikael Håfström – miniserie TV (1996)
- Cleo – serie TV, 5 episodi (2002)
- Swedenhielms, regia di Baker Karim – film TV (2003)
- Snapphanar, regia di Måns Mårlind e Björn Stein – miniserie TV (2006)
- Pyramiden, regia di Daniel Lind Lagerlöf – film TV (2007)
- Mellan 11 och 12, regia di Anders Habenicht, Per Hanefjord, Lisa James-Larsson e Sanna Lenken – film TV (2008)
- Bibliotekstjuven – serie TV, episodi 1x01-1x02-1x03 (2011)
- Vikings – serie TV, 55 episodi (2013-2020)
- Westworld - Dove tutto è concesso (Westworld) – serie TV, 5 episodi (2018)
- Cursed – serie TV, 10 episodi (2020)

### Regista e sceneggiatore
- Människor helt utan betydelse (2011)

## Doppiatori italiani
Nelle versioni in italiano delle opere in cui ha recitato, Gustaf Skarsgård è stato doppiato da:
- Alessandro Quarta in Evil - Il ribelle, Cursed, Oppenheimer
- Mino Caprio in The Way Back
- Francesco Mei in Vikings
- Gabriele Sabatini in Westworld - Dove tutto è concesso
- Fabrizio Dolce in Black Bag - Doppio gioco

## Premi e riconoscimenti
Guldbagge
2004 - Candidatura a miglior attore non protagonista - Evil - Il ribelle
2007 - Miglior attore - Förortsungar
2009 - Candidatura a migliore attore - Patrik 1,5